# (7066) Nessos
Pour les articles homonymes, voir Nessos.
(7066) Nessos, internationalement (7066) Nessus, est un centaure, un astéroïde dont l'orbite croise celle des planètes externes du système solaire. Il porte le nom de Nessos, un centaure de la mythologie grecque.
Il a été découvert par David L. Rabinowitz, travaillant à Spacewatch, à l'observatoire de Kitt Peak le 26 avril 1993. Ce fut le second centaure trouvé par Rabinowitz, (5145) Pholos étant le premier, et le troisième centaure découvert, (2060) Chiron, découvert par Charles Kowal en 1977, étant le premier.
Nessos a été officiellement annoncé le 13 mai 1993.

## Orbite
(7066) Nessos a une période orbitale de 122,4 années, une excentricité de 0,52 et une inclinaison de 15,6 degrés.
Les orbites des centaures sont instables en raison de perturbations causées par les planètes géantes.

## Dans la culture populaire
Dans Destiny 2, Nessos est une planète visitable par les joueurs. Elle aurait été terraformée par une espèce extraterrestre, les Vex.